# Strázsa-hegy (Monor)
A Strázsa-hegy egy domb a Monor–Irsai dombság monori részén.

## Pincefalu
Az Alföldbe simuló Strázsa-hegy a maga 190 méteres magasságával a hagyomány szerint arról kapta a nevét, hogy a török korban innen kémlelték a környéket, őrizve a monori falut és népét a portyázó törököktől. 
Az 1861. évi második katonai felmérés térképlapja a szőlős területeken belül pincéket is feltüntet a Strázsa-hegyen, a Téglagyári-dűlőben, és a Kutya-hegyen.
A monori Strázsa-hegyen egy kisebb falu nagyságával vetekedő, pincékkel, borházakkal sűrűn beépített szőlőskertek alkotta pincefalu található. Közép-Európa egyik legnagyobb összefüggő pincefaluja, amely a mintegy 960 pincéjével a  Kunsági borvidékhez tartozik. Monor mezővárosról egy 1877-es monográfia az alábbiakat írja: „Monor igen törekvő derék magyar mezőváros. A határterület északi része a Monor–Irsai dombság magasabb dombsorán terülő löszös és agyagos terület. Ennek ⅓-a szőlőkkel van kiültetve, és ⅔-a szántó. A szőlőhegyek nevei: Mádi-, Lapos-, Strázsa-, Malom-, Forráshegy-, és Völgykút alatti. … A határbeli szőlő 389 kat. A termelt bor a vidék ízletesebb és jobbféle asztali borai közé tartozik, s szintén pénzt hozó cikk, emellett pedig az asztali szőlő eladása is jelentékeny.”
A Kis-Strázsa hegy tetején  2002 őszén elkészült egy modern kilátó, ahonnan egyedülálló panoráma tárul a látogatók elé.  A kilátópontról a Budai-hegyek vonulata is látszik, a legfelső szintjén elhelyezett panorámatáblák segítségével beazonosíthatóak a környékbeli nevezetes pontok és a Budai-hegyek jellegzetes pontjai is.